# Ramon Magsaysay
Ramon del Fierro Magsaysay (Iba, 31 de agosto de 1907 — Balamban, 17 de março de 1957) foi um político filipino, o qual foi o sétimo presidente das Filipinas de 30 de dezembro de 1953 a 17 de março de 1957, sucedendo Elpidio Quirino e antecedendo seu vice, Carlos P. García, que assumiu interinamente após sua morte, causada em um acidente de avião. Magsaysay estava filiado ao Partido Liberal quando foi Secretário da Defesa Nacional entre 1 de janeiro de 1954 e 14 de maio de 1954, durante sua própria gestão como líder das Filipinas. Também foi eleito presidente do Partido Nacionalista neste período.
Ele foi o primeiro presidente do país asiático nascido no século XX e após a era colonial espanhola. Estudou Medicina na Universidade das Filipinas em 1927, porém deixou o curso para estudar Engenharia no Colégio José Rizal (1928–1932), onde se graduou como bacharel. Durante a Segunda Guerra Mundial, ingressou à 31ª Infantaria do Exército Filipino, quando invadiu o território japonês em quatro ocasiões. Após seu término, em 1946, foi eleito para a Câmara de Representantes das Filipinas, sob filiação do Partido Liberal, sendo reeleito nas eleições gerais de 1946. Dois anos depois, o então presidente Manuel Roxas selecionou Magsaysay para ir à cidade de Washington, D.C. discutir sobre a questão da guerrilha no continente asiático.
Nas eleições gerais de 1953, Magsaysay venceu a presidência contra o incumbente Elpidio Quirino. Durante sua gestão, apoiou os Estados Unidos e foi porta-voz contra o comunismo durante a Guerra Fria. Ele liderou a Organização do Tratado do Sudeste Asiático, também conhecido como o Pacto de Manila de 1954, o qual teve como objetivo derrotar os movimentos de caráter socialista no Sudeste Asiático. O comércio e a indústria cresceram, o exército alcançou seu auge e o país recebeu reconhecimento internacional em esportes, cultura e relações exteriores. As Filipinas conquistaram o título de segundo país mais limpo e mais bem administrado da Ásia.
Iniciando uma nova era no governo filipino, o presidente deu ênfase à acessibilidade ao povo, se aproximando das massas. Para amplificar e estabilizar as funções do Corpo de Desenvolvimento Económico (EDCOR), Magsaysay trabalhou para o estabelecimento do Reassentamento e Reabilitação Administração Nacional, o qual possibilitou a reforma agrária no país, doando cerca de sessenta e cinco mil acres às "famílias indigentes" e vinte e cinco mil acres ao movimento dos sem-terra.

## Prêmios e honrarias
Honras Nacionais
: Ordem do Coração Dourado - póstumo (17 de março de 1958)
Honras Internacionais
 Tailândia: Ordem do Elefante Branco (Abril de 1955)
 Camboja: Ordem Real da Camboja (Janeiro de 1956)